# Luca Beltrami
Pour les articles homonymes, voir Beltrami.
Luca Beltrami (Milan, 13 novembre 1854 – Rome, 8 août 1933) est un architecte, un historien de l'architecture, connu en particulier pour les projets de restauration, et sénateur italien.

## Biographie
Luca Beltrami étudie l'architecture d'abord à l'École polytechnique de Milan, puis à l'Académie de Brera auprès de Camillo Boito. De là, il s'installe à Paris où il reste jusqu'en 1880. Il a été impliqué dans des œuvres au palais du Trocadéro et une des expositions nationales. Il est nommé inspecteur des travaux de reconstruction à l'hôtel de ville de Paris et a collaboré avec l'architecte Théodore Ballu sur le projet du Palais de Justice de Charleroi en Belgique.
De retour en Italie en 1880, il remporte un concours pour la chaire de géométrie descriptive d'architecture à l'Académie des beaux-arts de Milan. Sur demande du ministère de l'Instruction publique, il recense tous les bas-reliefs trouvés au Lazzaretto de Milan, Castello Sforzesco de Milan et la Rocca de Soncino. Il est nommé responsable de la restauration du Castello Sforzesco.
Il remporte le concours pour la conception de la façade de l'église San Sebastiano à Biella, et un prix à Paris pour son deuxième dessin, projet du Monument delle Cinque Giornate de Milan, et un  troisième   prix pour sa conception de l'Hôpital général de la charité à Turin.
En 1891, il est nommé directeur de Ufficio per la conservazione dei monumenti lombardi  (Bureau de conservation des monuments lombards). En 1920 il déménage à Rome où il devient architecte du Vatican.
Il est élu député et sénateur de la XXVIIe législature du royaume d'Italie.
Luca Beltrami est enterré au Cimitero Monumentale di Milano.

## Œuvres
- Palazzo Beltrami, Milan, (1886)
- Palais de La permanente, via Turati (1886)
- Refonte de la façade du Palazzo Marino (1888-1892)
- Palazzo delle Assicurazioni Generali (1897-1901)
- Siège du quotidien Corriere della Sera, via Solferino (1904)
- Nouveau siège de la Banca Commerciale Italiana (1923-1927)
- Nouvelle pinacothèque Vaticane

Restauration
- Castello Sforzesco à Milan (1890-1900)
- Rocca Sforzesca, Soncino

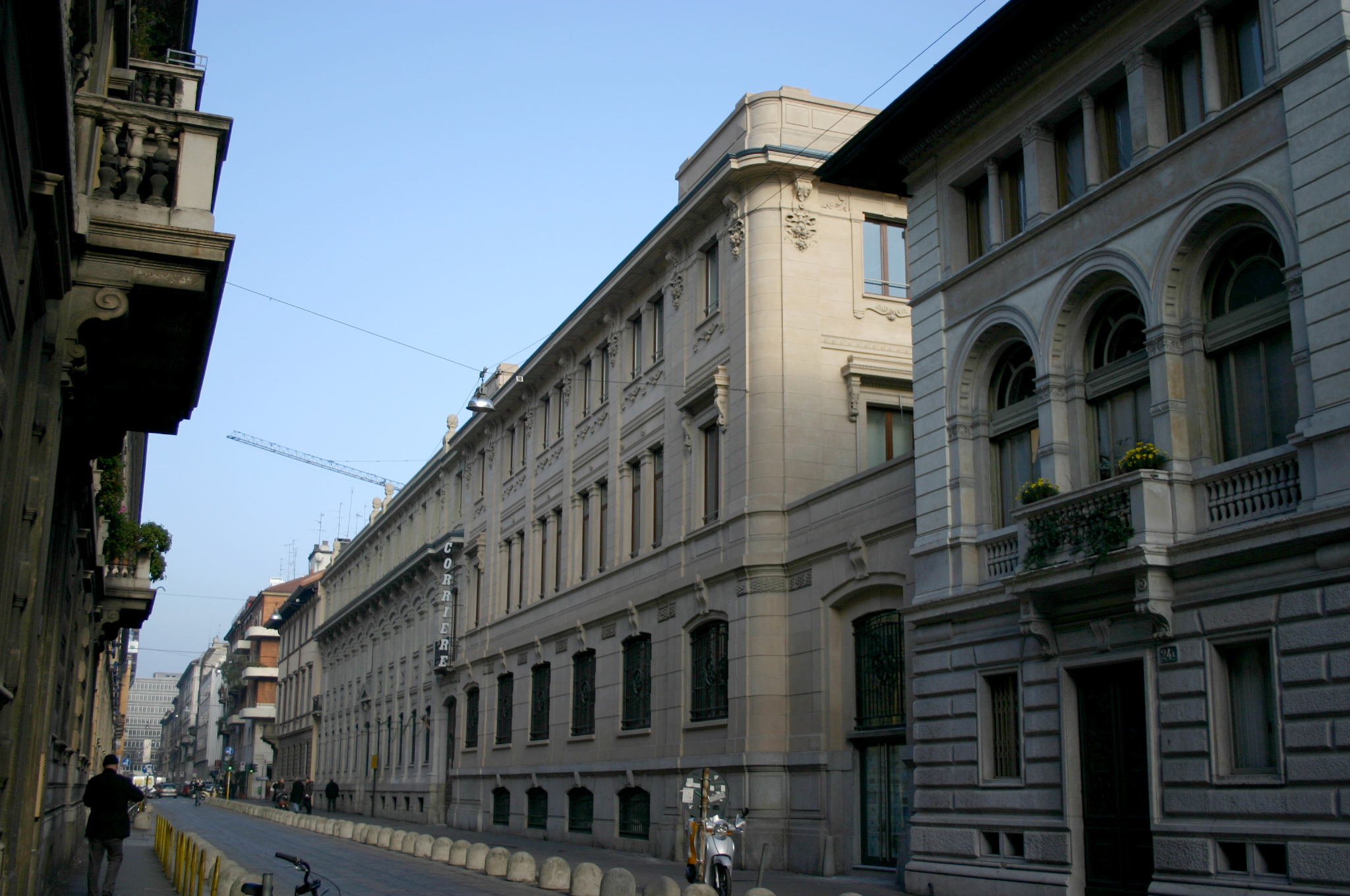
Siège du Corriere della Sera (1904)
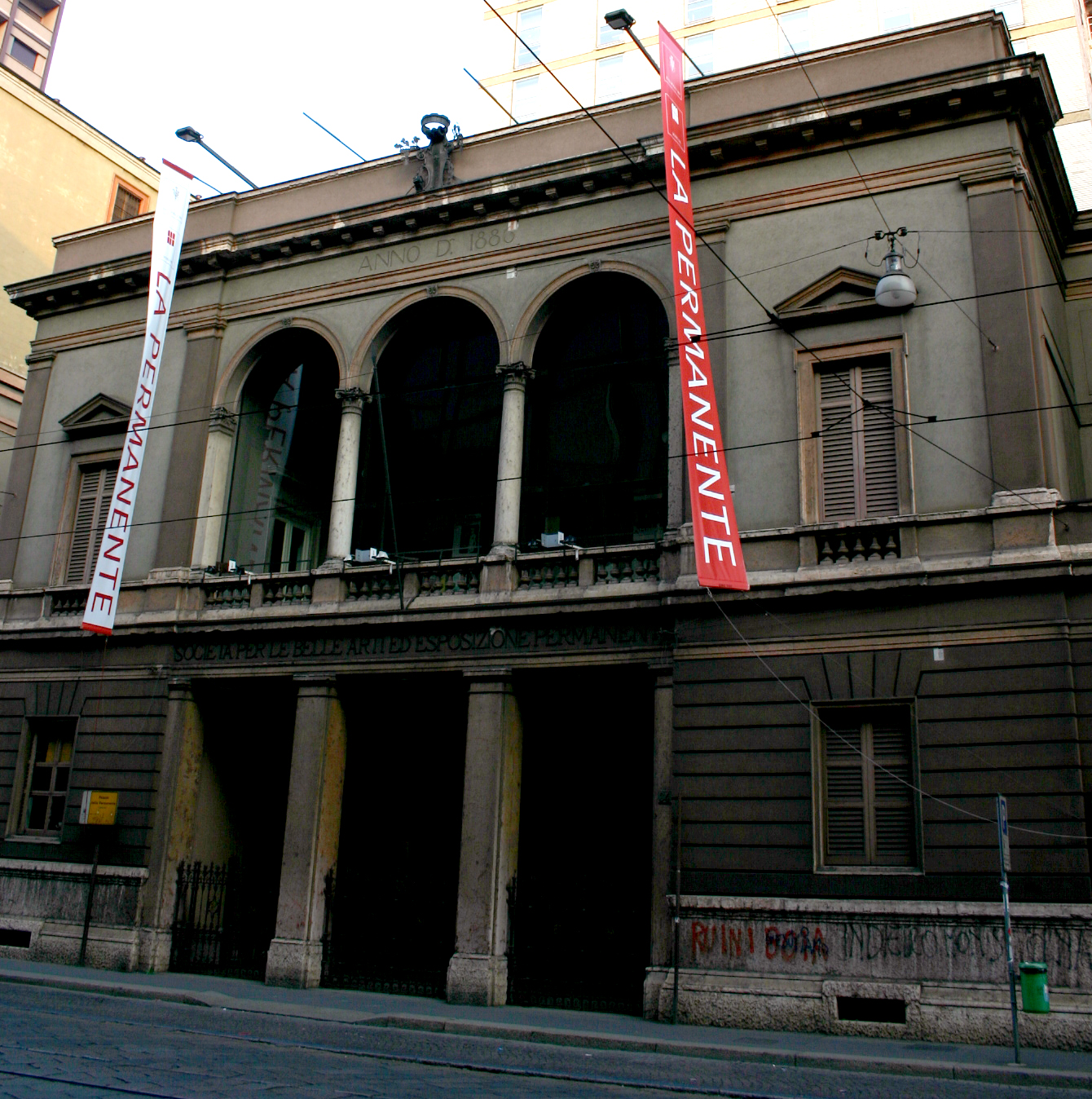
Palazzo della Permanente, Milan (1886)
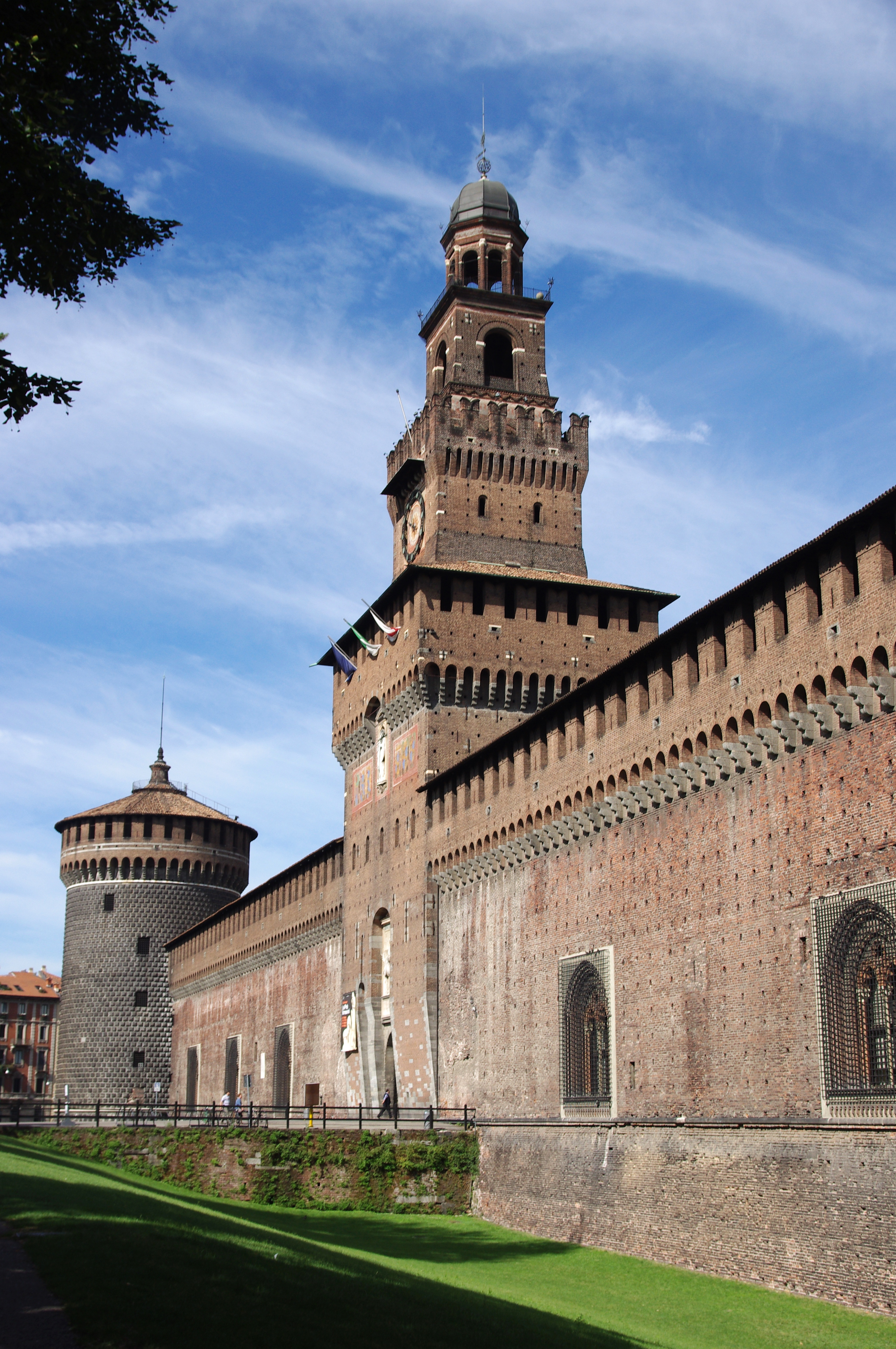
Torre del Filarete, Castello Sforzesco, Milan

## Publications
- Luca Beltrami, Relazione al Consiglio comunale del progetto di completamento del palazzo Marino nella fronte Verso Piazza della Scala, Milan, Tip. Bernardoni di C. Rebeschini e C., 1886 (4 fig. p. 17, avec deux planches)
- Luca Beltrami, La Certosa di Pavia, Milan, Hoepli, 1895 (181 p., [9] c. di tav. : ill.)